# 니나 칵조로브스키

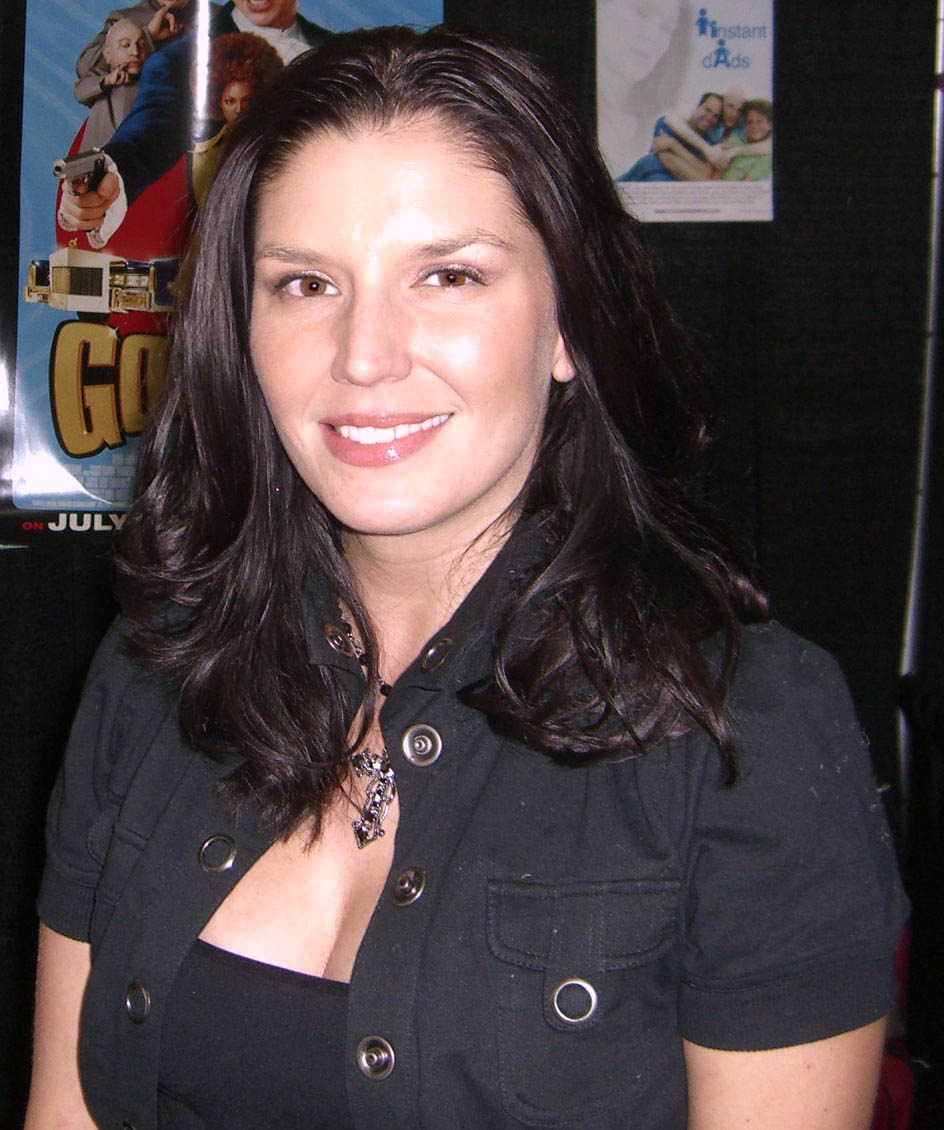

니나 칵조로브스키(Nina Kaczorowski, 1975년 6월 6일 ~ )는 미국의 배우, 모델, 스턴트 배우, 영화배우이다.
뉴저지주에서 태어났다.

## 영화
- 엑소더스 폴 (2010년)
- 라운즈 (2008년)
- 투 티켓 투 파라다이스 (2006년)
- 테니스, 애니원...? (2005년)
- 초커 (2005년)
- 배트맨 - 월드 파이니스트 (2004년)
- 오스틴 파워: 골드 멤버 (2002년)
- 마이너리티 리포트 (2002년)
- 사랑은 언제나 좋아 (2001년)
- 톰캣 (2001년)
- 심플 플랜 (1998년)